# Штенгель, Георг
Георг Штенгель (нем. Georg Stengel, лат. Georgius Stengelius; 1584, Аугсбург — 10 апреля 1651, Ингольштадт) — немецкий философ, католический богослов, педагог, духовный писатель

, иезуит. Профессор философии и казуистики.

## Биография
В 1601 году вступил в орден иезуитов в Ландсберге. С 1603 года изучал философию в Ингольштадте. Завершил обучение теологии в Ингольштадтском университете.
В 1618 году стал профессором философии, в 1621 году — профессором казуистики. С 1622 года занимал должность профессора богословия и казуистики. В 1640—1643 годах был ректором Диллингенского иезуитского института, но затем вернулся в университет Ингольштадта.
Г. Штенгель — автор около 70 трудов и произведений на латинском и немецком языках, включая стихи, трактаты, а также полемические сочинения. Его работы с критикой Якоба Рейхинга, обратившегося в лютеранство в 1621 году, относятся к полемической литературе .

## Избранная библиография
- Disputatio philosophica de bonis artibus in genere (1616)
- Disputatio philosophica de bono et malo syllogismo (1616)
- Vermeint päbstisch, eigentlich lutherische Fallstricke des armseligen, übel verstrickten Mannes J. Reihing (1622)
- Sapientissima Dei Mundum Regentis Gubernatio (1645)